# Kurt Früh
Kurt Früh (* 12. April 1915 in St. Gallen; † 24. März 1979 in Boswil) war ein Schweizer Filmregisseur. Neben Leopold Lindtberg und Franz Schnyder gilt er als wichtigster Regisseur des alten Schweizer Films.

## Leben
Kurt Früh war der fünfte Sohn des Postbeamten Huldreich Früh und seiner Ehefrau Therese, geborene Bscheidl. Der Komponist Huldreich Georg Früh (1903–1945) und der Maler Eugen Früh waren seine Brüder. Er zog 1926 mit seiner Familie nach Zürich. Früh wirkte bereits als Schüler an Theateraufführungen mit. Nach einem Sprach- und Musikstudium an der Universität Zürich ging er 1933 an die Zürcher Volksbühne. Früh arbeitete dort als Schauspieler, Autor, Regisseur und zuletzt als Leiter. Ausserdem war er für die Kabarette Cornichon, Bärentatze und Die Pfeffermühle tätig. Ab 1938 begann er für die Central Film Zürich Kurz- und Werbefilme zu drehen. 1964 führte er für die Condor Films Regie bei einem 30-minütigen Industriefilm im Auftrag der General Motors.
1949 wurde er Regieassistent unter Leopold Lindtberg. Mit Polizischt Wäckerli kam 1955 sein erster abendfüllender Spielfilm in die Kinos, mit einer für ihn charakteristischen detailgetreuen Darstellungsweise. Es folgte der melodramatische Film Oberstadtgass und der Publikumserfolg Bäckerei Zürrer. Daraufhin erhielt er die Möglichkeit, mit dem deutschen Kinostar Heinz Rühmann als Hauptdarsteller zu drehen, doch das 1958 in Kopenhagen entstandene Werk Der Mann, der nicht nein sagen konnte wurde nur ein mittelmässiger Erfolg.

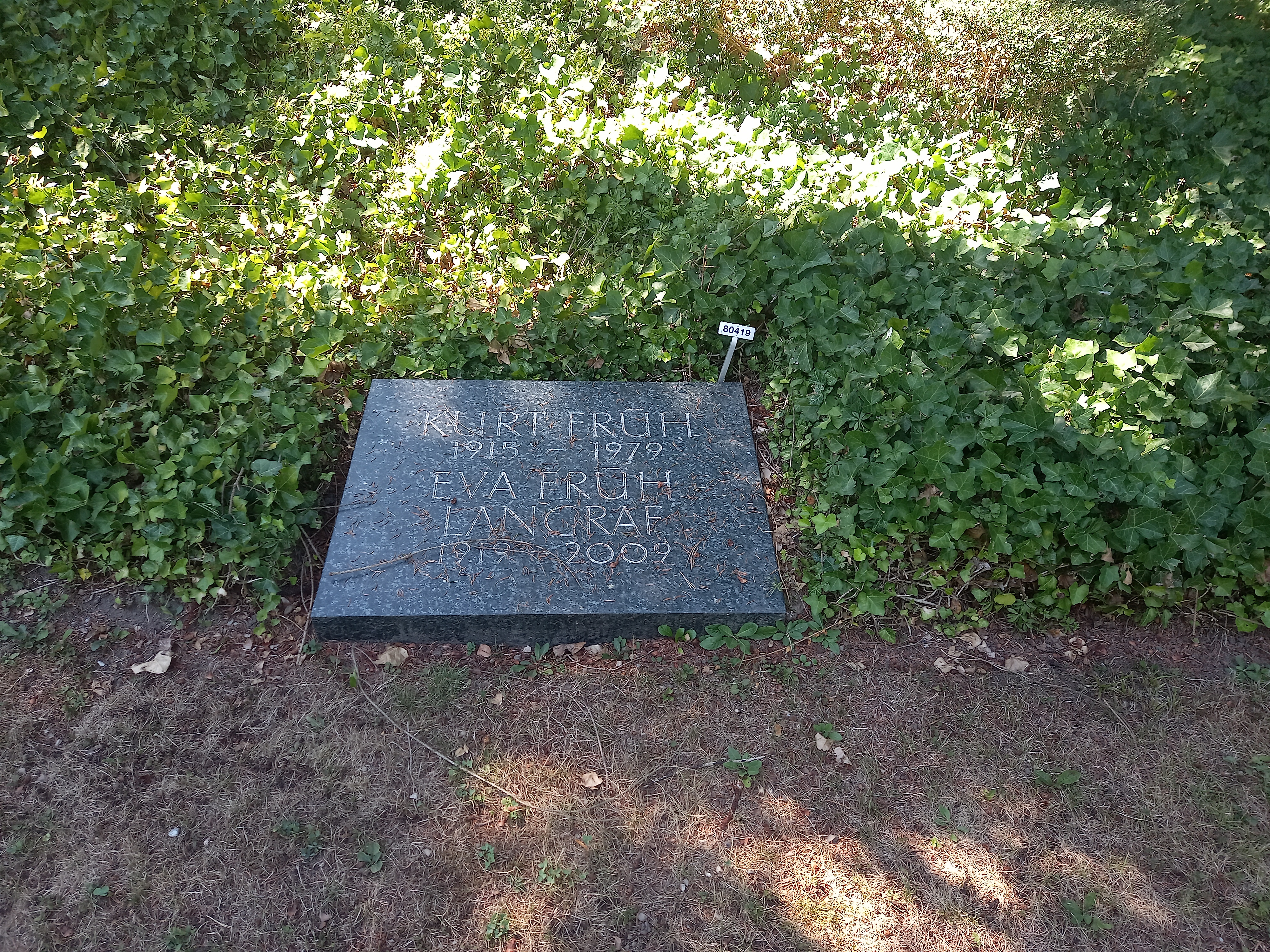
Das Grab von Kurt Früh und seiner Ehefrau Eva Langraf auf dem Friedhof Fluntern in Zürich

Nach weiteren Filmen wie Hinter den sieben Gleisen, Café Odeon und Im Parterre links, war er von 1964 bis 1967 Leiter des Ressorts Theater des Schweizer Fernsehens und von 1967 bis 1969 Lehrer der Filmklasse des Kunstgewerbemuseums Zürich. Der schweizerische Regisseur und Autorenfilm-Wegbereiter Clemens Klopfenstein gehörte zu seinen Absolventen.  Mit Walo Lüönd in der Rolle des Dällebach Kari gelang Früh 1970 ein Comeback als Kinoregisseur. 1972 drehte er mit Der Fall seinen letzten Film.
Kurt Früh war verheiratet mit der Schauspielerin Eva Langraf (1919–2009); aus dieser Ehe stammen seine beiden Töchter Katja Früh (* 1953) und Jessica Früh (* 1956). Er starb 1979 in Boswil. Rund 20 Jahre später wurde er in einem Ehrengrab im Friedhof Fluntern in Zürich beigesetzt. Im Jahr 2005 wurde in Zürich-Seebach der Kurt-Früh-Weg nach ihm benannt.

## Werke

### Filme (Auswahl)
- 1953: Sie fanden eine Heimat (Unser Dorf) (nur Co-Drehbuch)
- 1955: Polizischt Wäckerli
- 1956: In allen Gassen wohnt das Glück (Oberstadtgass)
- 1957: Konditorei Zürrer (Bäckerei Zürrer)
- 1958: Der Mann, der nicht nein sagen konnte
- 1959: Hinter den sieben Gleisen
- 1959: Café Odeon
- 1960: Der Teufel hat gut lachen
- 1962: Es Dach überem Chopf
- 1962: Der 42. Himmel
- 1963: Im Parterre links
- 1967: Ein Fremder klopft an
- 1968: Die Konvention Belzebir
- 1969: Das Landhaus (5-teilige Krimi-Serie)[2]
- 1970: Dällebach Kari
- 1972: Der Fall

### Hörspiele
- 1957: Bäckerei Zürrer[4]
- 1958: Ein Schweizer in Paris[5]
- 1961: Es Dach überem Chopf[6]
- 1963: Der Sieger[7]

### Schriften
- Rückblenden: Von der Arbeiterbühne zum Film. Pendo-Verlag, Zürich 1975, ISBN 3-85842-014-X (Autobiografie).
- Braun und blau. 39 Gedichte. Pendo-Verlag, Zürich 1978 (Lyrik).

## Filmdokumentationen
- Licht und Schatten: Der Filmemacher Kurt Früh (Renata Münzel, 2004)[8]